# Linecká stezka

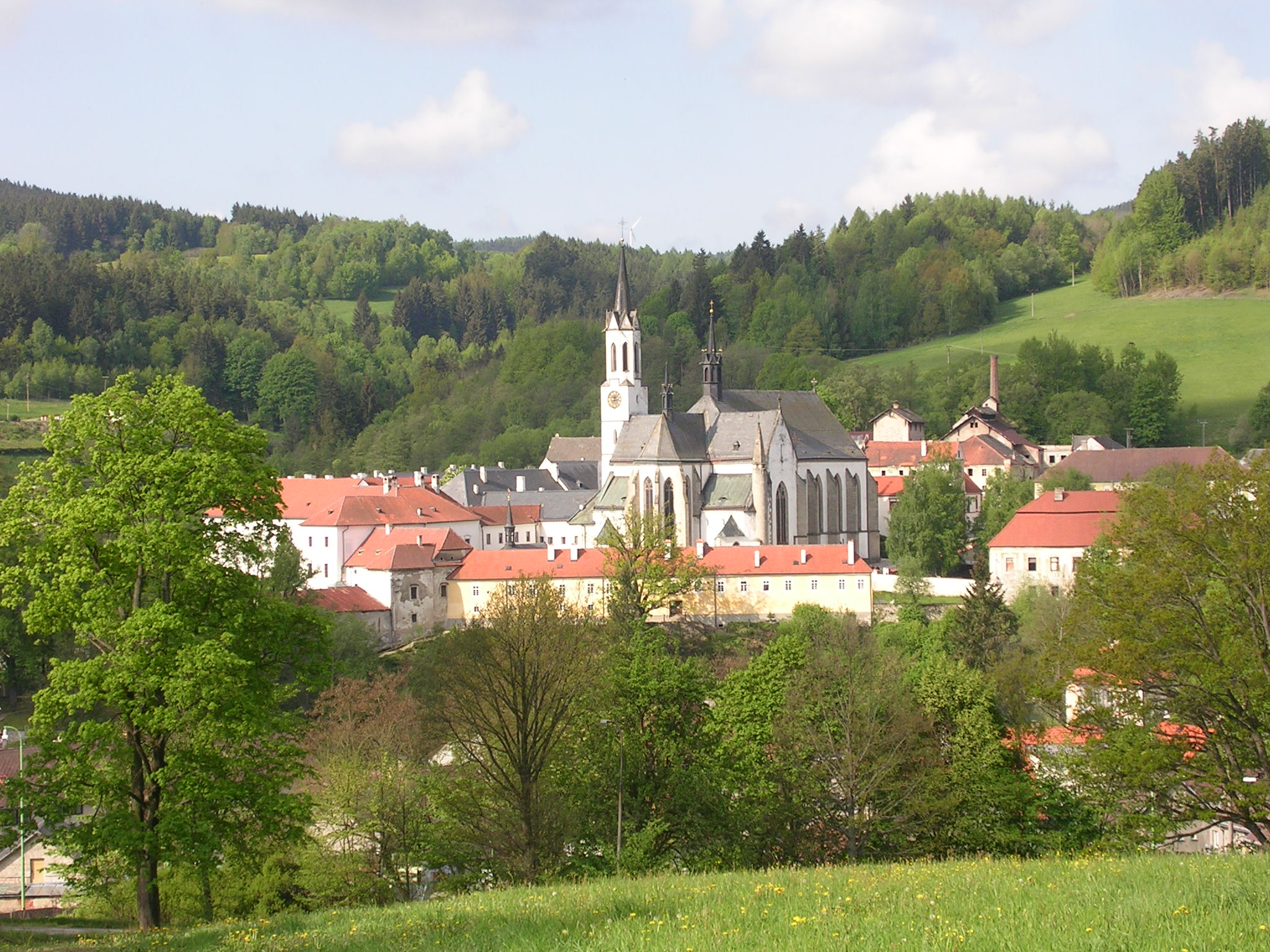
U brodu přes Vltavu byl na Linecké stezce roku 1259 založen klášter Vyšší Brod

Linecká stezka (německy Linzer Steig) je historická cesta, která již od pravěku spojovala dnešní Linec (dříve Lentos, Lentia) s českými zeměmi.

## Historie
Na základě archeologických nálezů dokládajících osídlení podél Vltavy (např. stanice lovců u Nových Dobrkovic z doby před 50 000 lety) lze uvažovat o spojení České kotliny s Podunajím již od pravěku. Toto spojení zřejmě nabývalo významu s rostoucí hustotou osídlení Českobudějovické pánve a povodí Vltavy a Malše v době mezolitu, neolitu a eneolitu. Ve starší době bronzové (2000–1500 př. n. l.) bylo jádro jižních Čech souvisle kolonizováno lidem únětické kultury, jehož hlavní činnosttí byla účast na dopravě měděných ingotů z alpských důlních středisek podél Vltavy dále na sever. Svědčí o tom četné nálezy depotů hřiven (Přídolí, Havalda u Chvalšin, Dolní Chrášťany, Krtely). Uvažuje se, že tehdejší opevněné hradiště Dívčí kámen (na místě pozdějšího středověkého hradu) mělo spojení až s oblastí Středomoří. Od té doby až do doby halštatské byla patrně využívaná také západněji vedoucí dolnovltavická stezka (z Aigenu přes Dolní Vltavici, a Kájov do Českého Krumlova) podél níž existovaly hradiště Hradec u Boletic, Vyšný a Lazec. V náznacích je Linecká stezka doložena rovněž v době laténské, kdy vzniklo oppidum Třísov využívající ložisek tuhy pro výrobu nádob, v nichž se dopravovala sůl z oblasti Hallstattu, Halleinu a Reichenhallu do Čech. V době římské (0–400 n. l.) patrně byly kastely na opevněné hranici na Dunaji (limes Romanus) východiskem ke styku Římanů s germánským osídlením soustředěným v jižních Čechách do oblasti Pootaví a Českobudějovické pánve.
Na počátku středověku byla Linecká stezka společně s Vintířovou a Zlatou stezkou jednou ze tří hlavních spojnic vedoucích z Podunají přes Šumavu na sever. Písemné prameny dokládají její existenci v roce 906, kdy bylo v Raffelstettenském celním řádu uvedeno, že po ní dopravovali obchodníci z Čech na podunajské tržiště otroky, koně a vosk, aby je vyměnili zpravidla za sůl. V 11. století podél stezky vznikl zátoňský újezd benediktinského kláštera Ostrov. Od 13. století se na trasu stezky soustředilo kolonizační úsilí Vítkovců, kteří ji využívali k propojení svých kontaktů v Podunají s jihočeským jádrem jejich držav. V roce 1259 Vok I. z Rožmberka založil k ochraně brodu přes Vltavu vyšebrodský klášter a povolal do něj mnichy z cisterciáckého kláštera Wilhering u Lince. Poté, co český král Přemysl Otakar II. roku 1251 sňatkem s poslední Babenberkovnou Markétou získal Rakousy, nechal v roce 1265 založit Budějovice a z nich dal stavět novou silnici směrem na Linec přes Kaplici a Cáhlov, aby mohl získané území lépe spravovat. V roce 1277 rozšířil římský král Rudolf I. Habsburský priveligia města Freistadt, vzniklého z osady Zaglau (Cáhlov), o právo skladu a nařízené vedení obchodní cesty (Strassenzwang), čímž byla cáhlovská trasa dále zvýhodněna a Freistadt se stal zastávkovým městem pro dopravu soli a jiného zboží do Čech, nocležištěm dopravců, tržištěm a skladovým městem. V 15. století se po stezce podle dobových zpráv dovážela sůl, benátské zboží a železo ze Štýrska. Ve Vyšším Brodě byla ještě v roce 1550 připomínána celnice.

## Trasa stezky
Stezka v různých dobách měnila trasy a různě se větvila, takže se nejednalo z dnešního pohledu o jednu komunikaci, ale o celou síť stezek. Nejstarší trasa, tzv. stará Linecká stezka směřovala od Lince přes Zwettl an der Rodl, Leonfelden, Vyšebrodský průsmyk, Studánky, Vyšší Brod, kde překonávala přes brod Vltavu a odtud, aby se vyhnula obtížně průchodnému vltavskému údolí, stoupala do svahů Českokrumlovské vrchoviny přes osadu Větrná a údolím potoka Branná znovu klesala k Vltavě. V Zátoni přecházela přes brod na pravý břeh řeky Vltavy a pokračovala do Přídolí, kde v první třetině 13. století za Vítka II. stával na Strážném vrchu nad vsí dřevěný hrádek a roku 1231 zde byl založen solný sklad. Odtud severozápadní větev pokračovala na křižovatku se Zlatou stezkou do Netolic (přes Český Krumlov, Boletice, Chvalšiny, Smědeč, Smědeček a kolem Lhenic) a hlavní severovýchodní větev vedla přes Velešín do Doudleb. Směrem na sever pokračovala stezka až do Prahy. Z Leonfeldenu vznikla později odbočka k Frymburku, kde stával dřevěný most přes Vltavu.
V pozdější době vznikla odbočka Linecké cesty nazývaná Kaplická či Cáhlovská stezka, vedoucí z Lince k Cáhlovu (Freistadtu) a odtud přes Dolní Dvořiště, Kaplici, Velešín a Doudleby do Českých Budějovic a dále přes Soběslav a Tábor do Prahy. Proto již v polovině 13. století byla cesta vedoucí Vyšebrodským průsmykem označována jako stará.

## Současnost
Do dnešní doby se ze stezky dochovaly jen takzvané úvozové části, např. v úseku na Lhenicku u obce Vodice. Místní akční skupina Blanský les - Netolicko ve spolupráci se skupinou Rozkvět zahrady jižních Čech připravila na rok 2013 projekt S Peklíkem na vandr s rozpočtem 1,6 milionu Kč. V rámci tohoto projektu bude vyznačena trasa Linecké stezky a podél ní bude vybudována síť odpočinkových zastavení pro turisty na Krumlovsku, Budějovicku a Prachaticku.